# Spanyolország az 1994. évi téli olimpiai játékokon
Spanyolország a norvégiai Lillehammerben megrendezett 1994. évi téli olimpiai játékok egyik részt vevő nemzete volt. Az országot az olimpián 4 sportágban 13 sportoló képviselte, akik érmet nem szereztek.

## Alpesisí
Férfi
| Versenyző      | Versenyszám            | 1. futam      | 1. futam      | 2. futam      | 2. futam      | Összesítés | Összesítés |
| Versenyző      | Versenyszám            | Idő           | Hely.         | Idő           | Hely.         | Idő        | Helyezés   |
| -------------- | ---------------------- | ------------- | ------------- | ------------- | ------------- | ---------- | ---------- |
| Luis Cristobal | Óriás-műlesiklás       | 1:33,34       | 35.           | nem ért célba | nem ért célba | kiesett    | kiesett    |
| Luis Cristobal | Szuperóriás-műlesiklás |               |               |               |               | 1:37,31    | 36.        |
| Ovidio García  | Műlesiklás             | nem ért célba | nem ért célba | kiesett       | kiesett       | kiesett    | kiesett    |
| Xavier Ubeira  | Műlesiklás             | nem ért célba | nem ért célba | kiesett       | kiesett       | kiesett    | kiesett    |
| Xavier Ubeira  | Óriás-műlesiklás       | 1:32,07       | 31.           | 1:27,28       | 28.*          | 2:59,35    | 28.        |
| Xavier Ubeira  | Szuperóriás-műlesiklás |               |               |               |               | 1:37,60    | 38.        |
| Vicente Tomas  | Műlesiklás             | 1:06,71       | 28.           | 1:06,73       | 21.           | 2:13,44    | 20.        |
| Vicente Tomas  | Szuperóriás-műlesiklás |               |               |               |               | 1:38,02    | 39.        |

| Versenyző     | Versenyszám | Lesiklás | Lesiklás | Műlesiklás | Műlesiklás | Műlesiklás | Műlesiklás | Műlesiklás | Műlesiklás | Összesítés | Összesítés |
| Versenyző     | Versenyszám | Lesiklás | Lesiklás | 1. futam   | 1. futam   | 2. futam   | 2. futam   | Össz.      | Össz.      | Összesítés | Összesítés |
| Versenyző     | Versenyszám | Idő      | Hely.    | Idő        | Hely.      | Idő        | Hely.      | Idő        | Hely.      | Idő        | Helyezés   |
| ------------- | ----------- | -------- | -------- | ---------- | ---------- | ---------- | ---------- | ---------- | ---------- | ---------- | ---------- |
| Ovidio García | Összetett   | 1:46,48  | 54.      | kizárták   | kizárták   | kiesett    | kiesett    | kiesett    | kiesett    | kiesett    | kiesett    |
| Vicente Tomas | Összetett   | 1:44,32  | 49.      | 55,68      | 32.        | 51,61      | 24.        | 1:47,29    | 26.        | 3:31,61    | 28.        |
| Xavier Ubeira | Összetett   | 1:42,78  | 45.      | 53,17      | 18.        | 50,97      | 21.        | 1:44,14    | 20.        | 3:26,92    | 25.        |

Női
| Versenyző         | Versenyszám            | 1. futam      | 1. futam      | 2. futam | 2. futam | Összesítés | Összesítés |
| Versenyző         | Versenyszám            | Idő           | Hely.         | Idő      | Hely.    | Idő        | Helyezés   |
| ----------------- | ---------------------- | ------------- | ------------- | -------- | -------- | ---------- | ---------- |
| Mónica Bosch      | Műlesiklás             | 1:03,79       | 30.           | 1:02,32  | 23.      | 2:06,11    | 23.        |
| Mónica Bosch      | Óriás-műlesiklás       | 1:25,62       | 31.           | 1:15,61  | 22.      | 2:41,23    | 22.        |
| Ainhoa Ibarra     | Műlesiklás             | nem ért célba | nem ért célba | kiesett  | kiesett  | kiesett    | kiesett    |
| Ainhoa Ibarra     | Óriás-műlesiklás       | 1:23,36       | 21.           | 1:13,31  | 13.      | 2:36,67    | 17.        |
| Ainhoa Ibarra     | Szuperóriás-műlesiklás |               |               |          |          | 1:24,50    | 27.*       |
| María José Rienda | Műlesiklás             | nem ért célba | nem ért célba | kiesett  | kiesett  | kiesett    | kiesett    |
| María José Rienda | Óriás-műlesiklás       | 1:24,62       | 29.           | 1:14,83  | 21.      | 2:39,45    | 21.        |
| María José Rienda | Szuperóriás-műlesiklás |               |               |          |          | 1:24,65    | 29.        |

* - egy másik versenyzővel azonos eredményt ért el

## Műkorcsolya
| Versenyző     | Versenyszám | Rövid program     | Rövid program | Rövid program | Kűr               | Kűr   | Kűr         | Összesítés         | Összesítés |
| Versenyző     | Versenyszám | Több. hely. száma | Hely.         | Hely. pont.   | Több. hely. száma | Hely. | Hely. pont. | Helyezési pontszám | Helyezés   |
| ------------- | ----------- | ----------------- | ------------- | ------------- | ----------------- | ----- | ----------- | ------------------ | ---------- |
| Marta Andrade | Női egyéni  | 6×21+             | 21.           | 10,5          | 6×21+             | 21.   | 21,0        | 31,5               | 20.        |

## Síakrobatika
Mogul
| Versenyző         | Versenyszám | Selejtező | Selejtező | Döntő   | Döntő    |
| Versenyző         | Versenyszám | Pont      | Helyezés  | Pont    | Helyezés |
| ----------------- | ----------- | --------- | --------- | ------- | -------- |
| José Rojas        | Férfi       | 22,49     | 24.       | kiesett | kiesett  |
| Patricia Portillo | Női         | 9,15      | 24.       | kiesett | kiesett  |

## Sífutás
Férfi
| Versenyző            | Versenyszám         | Eredmény  | Helyezés |
| -------------------- | ------------------- | --------- | -------- |
| Juan Jesús Gutiérrez | 10 km               | 27:06,0   | 47.      |
| Juan Jesús Gutiérrez | 15 km üldözőverseny | 41:00,0   | 28.      |
| Juan Jesús Gutiérrez | 30 km               | 1:19:47,3 | 30.      |
| Juan Jesús Gutiérrez | 50 km               | 2:14:22,5 | 19.      |
| Jordi Ribó           | 10 km               | 27:21,2   | 57.      |
| Jordi Ribó           | 15 km üldözőverseny | 42:47,6   | 47.      |
| Jordi Ribó           | 30 km               | 1:19:33,8 | 29.      |
| Jordi Ribó           | 50 km               | 2:19:21,9 | 34.      |
| Carlos Vicente       | 10 km               | 27:01,4   | 44.      |
| Carlos Vicente       | 15 km üldözőverseny | 41:13,3   | 32.      |
| Carlos Vicente       | 50 km               | 2:21:03,5 | 42.      |